# Favara, Ý
Favara là một đô thị ở Sicilia (Italia), thuộc tỉnh Agrigento, 8 km Về phía đông của Agrigento theo đường bộ.
Thị xã có ngành buôn bán nông sản. Ở đây có mỏ lưu huỳnh và các khoáng sản khác.. Thị xã có tòa lâu đài thế kỷ 11-15 của dòng họ Chiaramonte, một công trình được xây năm in 1280.